# Amara volatilis
Amara volatilis är en skalbaggsart som beskrevs av Thomas Casey. Amara volatilis ingår i släktet Amara och familjen jordlöpare. Inga underarter finns listade i Catalogue of Life.